# Artéria supraorbital
A artéria supra-orbital é um ramo da artéria oftálmica.